# Troels Rasmussen
Troels Rasmussen (* 7. dubna 1961, Ebeltoft, Dánsko) je bývalý dánský fotbalový brankář, který ukončil kariéru v roce 1994 v dánském klubu Aarhus GF. V roce 1985 získal v Dánsku (kde strávil celou svou hráčskou kariéru) ocenění Fotbalový brankář roku.

## Klubová kariéra
Kariéru zahájil v dánském klubu Vejle BK, kde strávil 2 roky, plnil zde roli rezervního brankáře. S klubem vyhrál v sezóně 1980/81 dánský fotbalový pohár (výhra 2:1 ve finále nad BK Frem). Celkem nastoupil ve 13 ligových utkáních.
V roce 1982 přestoupil do klubu Aarhus GF, kde se stal prvním brankářem. V roce 1986 získal svůj jediný ligový titul. Prvenství v dánském poháru dobyl opět v sezónách 1986/87 (výhra 3:1 ve finále nad Aalborg BK), 1987/88 (2:1 po prodloužení s Brøndby IF) a 1991/92 (3:0 ve finále s B 1903). V dresu Aarhusu vstřelil tři góly, všechny z pokutových kopů.

## Reprezentační kariéra
Rasmussen působil v dánských reprezentačních výběrech od kategorie do 17 let (U17, U19 a U21).
V A týmu Dánska zažil debut 22. září 1982 v utkání s Anglií (remíza 2:2). Na počátku 80. let 20. století byl součástí týmu zvaného „dánský dynamit“, který vedl německý trenér Sepp Piontek. Soupeřil o místo mezi tyčemi s Ole Qvistem a Ole Kjærem. Zúčastnil se Mistrovství Evropy 1984 ve Francii, kde Dánsko podlehlo v semifinále Španělsku 5:4 na penalty (po prodloužení byl stav 1:1). Na turnaji však neodchytal ani jeden zápas (chytal Ole Qvist). Na Mistrovství světa 1986 v Mexiku odehrál 2 zápasy (výhry 1:0 proti Skotsku a 6:1 proti Uruguayi). Dánsko vypadlo v osmifinále po prohře 1:5 se Španělskem. Na Mistrovství Evropy 1988 odchytal v základní skupině jediný zápas se Španělskem (prohra 2:3), zbývající dva odchytal Peter Schmeichel. Na tomto šampionátu v Západním Německu Dánsko skončilo s 0 body již v základní skupině A.
Celkem odehrál v dánském národním A-týmu 35 zápasů.